# Bartlmä Firtaler

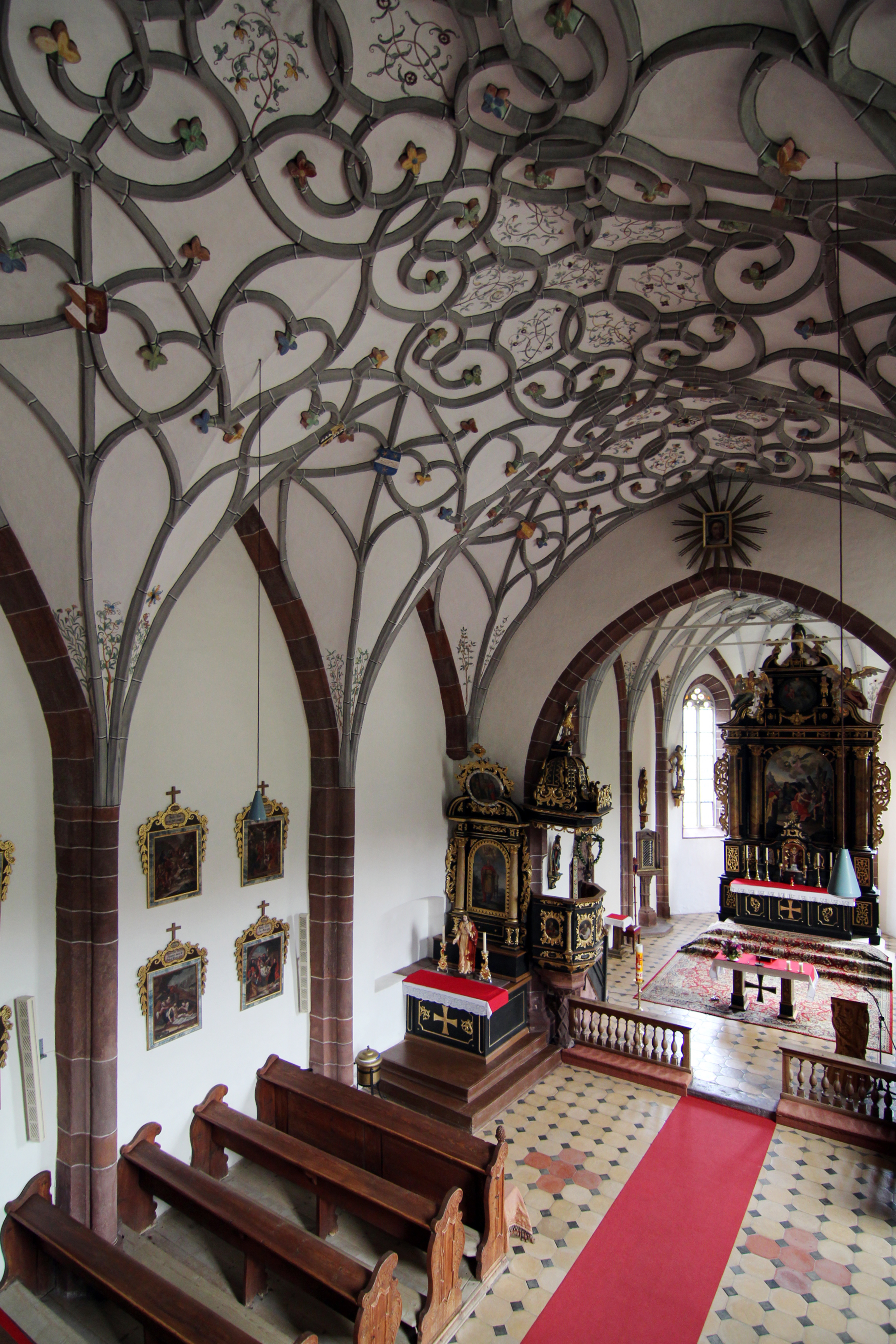
Laaser Andreaskirche von Bartmä Firtaler

Bartlmä Firtaler (* 1480; † 1535) aus Innichen war ein Architekt und Baumeister.
Firtaler gelang es als spätmittelalterlicher Architekt, seine Nennung als Künstler am Bauwerk durchzusetzen. Seine Kunst zeigt sich unter anderem mit phantasievoll gestalteten Gewölben mit Rippensternen mit Dreiblattendigungen.

## Werke
Kärnten
- Pfarrkirche hl. Leonhard in Gnesau
- Pfarrkirche Kötschach Unsere Liebe Frau
- 1516 Laaser Andreaskirche
- 1521 Pfarrkirche Feistritz an der Drau hl. Georg
- 1515–1536/1544 Pfarr- und Wallfahrtskirche Maria Schnee in Maria Luggau
- Obere Kapelle hl. Martin im Schloss Stein in Dellach im Drautal[2]

Osttirol
- Benefiziatkirche St. Michael (Lienz)[3][4]